# Paweł Milcarek
Paweł Milcarek (ur. 25 sierpnia 1966 w Warszawie) – polski filozof i publicysta, założyciel i w latach 1999–2008 oraz 2012–2025 redaktor naczelny kwartalnika „Christianitas”, w latach 1992–2009 wykładowca w Katedrze Historii Filozofii Starożytnej i Średniowiecznej UKSW. W latach 2008–2009 był dyrektorem i redaktorem naczelnym II Programu Polskiego Radia.

## Życiorys
Jest absolwentem VI Liceum Ogólnokształcącego im. T. Reytana (1985). W 1981 wstąpił do harcerskiej Czarnej Jedynki, do której należał także w ciągu studiów. Uczestniczył w staraniach o powrót polskiego harcerstwa do jego tradycyjnych ideałów (m.in. redagując niezależne pismo młodzieżowe „Harcownik”, rozpowszechniane w środowiskach niezależnego ruchu harcerskiego).
W latach 1982–1984 był współpracownikiem podziemnego Katolickiego Pisma Robotniczego „Ojczyzna” i kolporterem literatury niezależnej. W latach 1986–1990 był redaktorem podziemnego pisma „Nowe Horyzonty” nawiązującego do idei obozu narodowego, ze szczególnym odwołaniem do dorobku Jędrzeja Giertycha. W sumie ukazały się 24 numery periodyku. W 1988 wraz z Rafałem Matyją i Robertem Kostro współtworzył na UW stowarzyszenie konserwatywne Liga Akademicka. W latach 1988–1990 uczestniczył w reaktywowaniu katolickiego Polskiego Związku Akademickiego (zawieszonego po ogłoszeniu stanu wojennego).
W 1989 był stypendystą Towarzystwa Historyczno-Literackiego w Paryżu. W 1991 ukończył studia na Wydziale Historycznym Uniwersytetu Warszawskiego, składając pracę magisterską Dzieje Polski Feliksa Konecznego (promotor: Tomasz Wituch). W latach 1992–1996 był członkiem kilkuosobowego zespołu konsultantów Redakcji Naczelnej Nowej Encyklopedii Powszechnej PWN. W 1994 obronił na ATK rozprawę doktorską z filozofii Filozoficzna teoria ciała ludzkiego w pismach św. Tomasza z Akwinu (promotor: Mieczysław Gogacz). W latach 1994–2001 był członkiem redakcji „Edukacji Filozoficznej”. W 1996 został nagrodzony stypendium Fundacji na rzecz Nauki Polskiej.
Od 1995 jest aktywnym uczestnikiem starań o przywrócenie dostępu do tradycyjnej liturgii łacińskiej w Kościele katolickim. Był polskim przedstawicielem Centre International d'Études Liturgiques, stowarzyszenia powołanego dla inicjowania i prezentowania badań poświęconych klasycznemu rytowi rzymskiemu. W 1999 współzakładał pismo „Christianitas” i do 2008 był jego redaktorem naczelnym. Ponownie sprawował tę funkcję od 2012 do 2025. W 2001 był uczestnikiem zamkniętych Dni Liturgicznych w klasztorze benedyktyńskim w Fontgombault (Francja) z udziałem kard. Josepha Ratzingera.
W 2005 członek Honorowego Komitetu Poparcia Lecha Kaczyńskiego w wyborach prezydenckich. W latach 2005–2007 był doradcą Marszałka Sejmu Marka Jurka.
Od 22 grudnia 2008 do 29 grudnia 2009 był dyrektorem, redaktorem naczelnym II Programu Polskiego Radia.
Jest żonaty, ma sześcioro dzieci. Mieszka w Brwinowie.

## Twórczość
Publikował artykuły publicystyczne w „Rzeczpospolitej”, „Niedzieli” i „Ozonie”. Prowadzi blog w portalu Salon24.pl. Systematycznie pisze również dla „Przewodnika Katolickiego”. W latach 1997–2001 był członkiem Rady Programowej Polskiego Radia z rekomendacji Krajowej Rady Radiofonii i Telewizji.
Współautor (wraz z Grzegorzem Kucharczykiem i Markiem Pawłem Robakiem) serii podręczników historii do gimnazjum Przez tysiąclecia i wieki wydanych przez Wydawnictwa Szkolne i Pedagogiczne, które ukazały się w latach 2002–2004.
W 2008 wydał monografię na temat filozofii średniowiecznej Od istoty do istnienia. Tworzenie się metafizyki egzystencjalnej wewnątrz łacińskiej tradycji filozofii chrześcijańskiej. Przedstawił w niej analizę etapów powstawania oryginalnej formuły filozofii łacinników w IX–XIII wieku, ze szczególnym uwzględnieniem dzieła mistrzów paryskich (m.in. Tomasza z Akwinu, Alberta Wielkiego, Wilhelma z Owernii), którzy wychodząc poza prostą recepcję dziedzictwa antyku i dorobku średniowiecznej filozofii arabskiej pogłębili teorię bytu (m.in. poprzez opracowanie doktryny transcendentaliów i podjęcie problemu różnicy istoty i istnienia). W 2009 wydał Historię Mszy – praktyczny przewodnik po dziejach Mszy Świętej.

### Publikacje książkowe
- 1993: Zagadnienie sztucznego poronienia: rozważania filozoficzne, OCLC 834071562
- 1994: Teoria ciała ludzkiego w pismach św. Tomasza z Akwinu, ISBN 83-85207-63-5
- 1999: Tryptyk o pontyfikacie Jana Pawła II (współautorzy: Jan Góra, Tomasz Węcławski), ISBN 83-7015-487-5
- 2004: Odkryj różaniec, ISBN 83-88481-78-9
- 2008: Od istoty do istnienia. Tworzenie się metafizyki egzystencjalnej wewnątrz łacińskiej tradycji filozofii chrześcijańskiej, ISBN 978-83-60758-20-5
- 2009: Historia Mszy: przewodnik po dziejach liturgii rzymskiej, ISBN 978-83-61881-27-8
- 2011: Według Boga czy według świata?, ISBN 978-83-61374-19-0
- 2014: Zło dobrem zwyciężaj, ISBN 978-83-7427-873-7
- 2016: Polska chrześcijańska. Kamienie milowe, ISBN 978-83-64964-93-0
- 2019: Alarm dla Kościoła. Nowa reformacja? (współautor: Tomasz Rowiński), ISBN 978-83-7912-242-4
- 2020: Aby On panował: dwadzieścia lat „Christianitas” (współautorzy: Piotr Kaznowski, Tomasz Rowiński), ISBN 978-83-7354-991-3
- 2021: Non possumus: niezgoda, której uczy Kościół (współautor: Tomasz Rowiński), ISBN 978-83-7912-298-1
- 2021: Prosta droga. Notatki do Reguły Świętego Ojca Benedykta, ISBN 978-83-64964-83-1

- 2022: Otwarte okna. Szkice z kultury humanizmu katolickiego, ISBN 978-83-67316-27-9
- 2022: Breviarium kanonu kultury. Literatura Europy łacińskiej. Decorum (wybór i opracowanie), ISBN 978-83-66830-67-7